# Отворени загрижај
Отворени загрижај или аперогенија једна је од дисгнатија код које су горњи од доњих зуби одвојени када су вилице затворене, јер зуби не досежу оклузалну раван. Може стварати потешкоће при жвакању и уносу одређене врсте хране. 

## Етиологија
Постоје три основна узрока отвореног загрижај: скелетни, зубни или удружени - ако настаје као комбинација скелетног и зубног облика.

### Генетика
Скелетни узроци потичу од неправилног раста костију, они су наслеђени у генима који се преносе кроз породицу.

### Лоше оралне навике
Зубни узроци потичу од лоших оралних навика, или стања која ометају правилан правац развоја зуба:
- сисање палца
- сисање доње усне
- гурање језика - може да буде доприносећи или чак основни фактор у настанку отвореног загрижаја, најчешће у фронталном подручју.[2]
- дуготрајна употреба цуцле
- макроглосија, за коју је пријављено да изазива отворени загрижај и бимаксиларну протрузију, а такође је познато и да се ортодонтски третман чини нестабилним након њиховог лечења.[3]
- опструкција дисајних путева
- хипертрофија (увечање) аденоидних вегетација
- хипертрофија(увечање) носне шкољке.

## Локализација
Отворени загрижај се може јавити у:
- Чеоном пределу, и спада у најчешћи облик отвореног загрижаја (због лоше навике, сисање прста, варалице и слично)
- бочно у премоларној и моларној регији, када су у контакту само задњи молари. Ова аномалија загрижаја се назива бочна или тотална апертогнатија. Бочно отоврени загрижај се може јавити и дистално од премоларних зуба услед хиперплазије капитулума мандибуле или као последица неадекватно третиране трауме дентоалвеоларног склопа.

Отворени загрижајоже бити праћена и другим деформитетима нпр. рахитиса.

## Клиничка слика
Отворени загрижај је једна врста малоклузије или „лошег загрижаја“: код које се горњи и доњи зуби не додирују када су уста потпуно затворена, већ показују отвор између горњих и доњих зуба. Отворени загрижај се може појавити у предњем или задњем делу уста, иако је фронтални отворени загризај много чешћи. 
Најчешчи знаци отвореног загрижаја или малоклузије су:
- Немогућност контакта са горњим и доњим зубима
- Проблеми са жвакањем или гутањем (испадање хране)
- Мање изражена брада
- Проблеми са говором, као што је шапат
- Неправилно поравнање зуба
- Бол приликом гризања или жвакања
- Потешкоће у грицкању хране предњим зубима
- Неатрактиван осмех

- Недостатак самопоуздања/стиди са сопственог осмеха
- Дисфункција темпоромандибуларног зглоба (ТМД)
- Главобоље и болови у ушима
- Потешкоће са спавањем
- Хркање
- Пародонтална болест
- Каријес зуба због прекомерног раста бактерија
- Проблеми са варењем због проблема са жвакањем

## Дијагноза
Ортодонт ће поставити дијагнозу, користећи рендгенске снимке и/или 3Д слике, као и физички преглед.
Рендгенски снимци ће омогућити ортодонту да види шта је испод линије десни како би детаљно прегледао отворени загрижај и утврдио његове узроке.

## Диференцијална дијагноза

### Дентоалвеоларни отворени загрижај
Отворени дентоалвеоларни загрижај карактерише вертикална деформација горњег и/или доњег алвеоларног процеса у предњем или задњем делу са уравнотеженим или хоризонталним обрасцем раста. Вертикалне пропорције лица су непромењене. 
Етиолошки (узрочно) одлучујући су егзогени (спољни) утицаји као што је сисање палца или прста, као и стална употреба цуцла, притискање језика или одржавање висцералног чина гутања детета са смештајем језика између редова зуба. 
Отворени дентоалвеоларни загрижај је релативно чест у примарној дентицији у 20–30% случајева. Учесталост је смањена у мешовитој дентицији на око 3 до 8%.

### Скелетни отворени загрижај
Недостатак контакта зуба у скелетном отвореном загрижају (структурални или гнатички отворени загрижај) није ограничен на предњи регион, већ често утиче на предњи и задњи регион. Учесталост овог загрижаја процењена је на око један проценат. 
Типично, вертикални образац раста са дивергентном ротацијом основе вилице може се видети на бочним кефалометријским подацима. Висок доњи део лица је карактеристичан и углавном генетски. Током пубертета може се очекивати повећање или поновно отварање загрижаја.
Због систематске профилаксе витамином Д, отворени загрижај повезан са рахитисом се ретко јавља.

### Јатрогени отворени загрижај
Јатрогени отворени загрижај може настати након неиндификованог или неправилног ортодонтског третмана.

## Терапија
Отворени загрижај не само да се неће исправити сам од себе, већ ће се временом погоршати, и захтеваће инвазивније методе лечења.

### Ортодонција
Ортодонтски третман и ношење ортодонтског апарата могу да умање ову диспропорције како у величини вилице, тако и у корекцији зуба где је крајњи резултат терапије хармоничан изглед и лица и вилице.
Иако је отворени загрижај често сложен за лечење, добро обучен, ортодонт ће моћи да исправи ово стање помоћу разних протеза и других помагала. Протезе су ефикасан, практичне и приступачан метод за исправљање отвореног загрижаја. Постоји неколико опција протеза, укључујући металне, керамичке и лингвалне протезе – у зависности од дијагнозе. Протезе су изузетно поуздане, лаке за одржавање и дају прелепе резултате: многи људи су кориговали своје отворене загризе избором адекватне протезе.

### Орална хирургија
За неке тешке случајеве отвореног загрижаја може бити неопходна  орална хирургија: и то само за веома сложене случајеве који се не могу лечити само ортодонтском интервенцијом. 
Орална хирургија и ортодонтска нега заједно могу постићи оптималне резултате и код тешких облика отвореног загрижаја.

### Глосектомија
Не постоје систематски прегледи или рандомизована клиничка контролна испитивања у вези са корекцијом отвореног загрижаја делимичном глосектомијом језика, али је објављено неколико извештаја о случајевима који указују на успешно лечење отвореног загрижаја овим хируршким приступом.

## Превенција
Превентивни део је могућ у предшколском узрасту када се једноставним вежбама и апаратима, као и уклањањем лоших навика може спречити испољавање ортодонтских неправилности у пуној мери чак и упркос генетским факторима.